# Lillestrøm Sportsklubb
Lillestrøm Sportsklubb er en norsk fodboldklub, der spiller i Eliteserien.

## Nuværende spillertrup
| Nr. | Land    | Position | Spiller                          |
| --- | ------- | -------- | -------------------------------- |
| 1   | Norge   | MM       | Stefan Hagerup                   |
| 2   | Norge   | FO       | Lars Ranger                      |
| 3   | Norge   | FO       | Martin Ove Roseth                |
| 4   | Norge   | FO       | Espen Garnås                     |
| 16  | Nigeria | FO       | Uba Charles                      |
| 6   | Norge   | MI       | Vebjørn Hoff                     |
| 7   | Kosovo  | MI       | Ylldren Ibrahimaj                |
| 8   | Norge   | MI       | Marius Lundemo                   |
| 19  | Norge   | FO       | Kristoffer Tønnessen             |
| 11  | Danmark | FO       | Frederik Elkær                   |
| 12  | Norge   | MM       | Mads Hedenstad Christiansen      |
| 18  | Sverige | MI       | August Karlin                    |
| 20  | Angola  | AN       | Felix Vá (på lån fra (Djurgård)) |

| Nr. | Land            | Position | Spiller                 |
| --- | --------------- | -------- | ----------------------- |
| 21  | Norge           | AN       | Daniel Skaarud          |
| 22  | Norge           | AN       | Elias Solberg           |
| 23  | Norge           | MI       | Gjermund Åsen (Anfører) |
| 24  | Nigeria         | MI       | Efe Lucky               |
| 17  | Norge           | MI       | Eric Kitolano           |
| 27  | Norge           | AN       | Uranik Seferi           |
| 28  | Norge           | FO       | Ruben Gabrielsen        |
| 15  | Norge           | MI       | Erling Knudtzon         |
| 30  | Norge           | FO       | Sander Moen Foss        |
| 33  | Norge           | MI       | Henrik Skogvold         |
| 10  | Norge           | AN       | Thomas Lehne Olsen      |
| 64  | Sverige         | FO       | Eric Larsson            |
| 14  | Elfenbenskysten | AN       | Mathis Bolly            |
| 90  | Norge           | AN       | El Schaddai Furaha      |

### Udlånte spillere
| Nr. | Land  | Position | Spiller                          |
| --- | ----- | -------- | -------------------------------- |
| 17  | Norge | AN       | Jonatan Braut Brunes (hos Start) |
| 19  | Norge | AN       | Uranik Seferi (hos Kvik Halden)  |
| 31  | Norge | MI       | Martin Bergum (hos Ull/Kisa)     |

## Danske spillere
- Dan Anton Johansen
- Michael Jakobsen
- Frederik Holst
- Tobias Salquist